# Hommert
Hommert és un municipi francès, situat al departament del Mosel·la i a la regió del Gran Est. L'any 2007 tenia 357 habitants.

## Demografia

### Població
El 2007 la població de fet de Hommert era de 357 persones. Hi havia 144 famílies, de les quals 44 eren unipersonals (16 homes vivint sols i 28 dones vivint soles), 48 parelles sense fills, 44 parelles amb fills i 8 famílies monoparentals amb fills.

| 1793 | 1800 | 1806 | 1821 | 1831 | 1836 | 1841 | 1846 | 1851 | 1856 | 1861 | 1871 |
| ---- | ---- | ---- | ---- | ---- | ---- | ---- | ---- | ---- | ---- | ---- | ---- |
| 402  | 473  | 536  | 627  | 667  | 648  | 638  | 646  | 631  | 612  | 554  | 481  |
| 1875 | 1880 | 1885 | 1890 | 1895 | 1900 | 1905 | 1910 | 1921 | 1926 | 1931 | 1936 |
| 463  | 447  | 422  | 430  | 439  | 462  | 460  | 440  | 414  | 402  | 383  | 382  |
| 1946 | 1954 | 1962 | 1968 | 1975 | 1982 | 1990 | 1999 | 2006 | 2012 |      |      |
| 402  | 356  | 377  | 371  | 384  | 368  | 329  | 323  | 354  | 361  |      |      |

### Habitatges
El 2007 hi havia 188 habitatges, 150 eren l'habitatge principal de la família, 25 eren segones residències i 12 estaven desocupats. 183 eren cases i 5 eren apartaments. Dels 150 habitatges principals, 136 estaven ocupats pels seus propietaris, 10 estaven llogats i ocupats pels llogaters i 4 estaven cedits a títol gratuït; 5 tenien dues cambres, 16 en tenien tres, 29 en tenien quatre i 100 en tenien cinc o més. 139 habitatges disposaven pel capbaix d'una plaça de pàrquing. A 63 habitatges hi havia un automòbil i a 71 n'hi havia dos o més.

### Piràmide de població
La piràmide de població per edats i sexe el 2009 era:
| Homes | Edats   | Dones |
| ----- | ------- | ----- |
| 0     | 95 o +  | 0     |
| 0     | 90 a 94 | 0     |
| 0     | 85 a 89 | 0     |
| 4     | 80 a 84 | 0     |
| 4     | 75 a 79 | 0     |
| 12    | 70 a 74 | 8     |
| 12    | 65 a 69 | 20    |
| 8     | 60 a 64 | 16    |
| 20    | 55 a 59 | 8     |
| 12    | 50 a 54 | 24    |
| 8     | 45 a 49 | 8     |
| 12    | 40 a 44 | 8     |
| 16    | 35 a 39 | 8     |
| 4     | 30 a 34 | 12    |
| 8     | 25 a 29 | 8     |
| 0     | 20 a 24 | 8     |
| 12    | 15 a 19 | 4     |
| 12    | 10 a 14 | 8     |
| 4     | 5 a 9   | 20    |
| 0     | 0 a 4   | 12    |

## Economia
El 2007 la població en edat de treballar era de 221 persones, 140 eren actives i 81 eren inactives. De les 140 persones actives 129 estaven ocupades (72 homes i 57 dones) i 11 estaven aturades (4 homes i 7 dones). De les 81 persones inactives 38 estaven jubilades, 19 estaven estudiant i 24 estaven classificades com a «altres inactius».

### Ingressos
El 2009 a Hommert hi havia 151 unitats fiscals que integraven 349 persones, la mediana anual d'ingressos fiscals per persona era de 17.276 €.

### Activitats econòmiques
Dels 14 establiments que hi havia el 2007, 1 era d'una empresa alimentària, 4 d'empreses de construcció, 1 d'una empresa d'informació i comunicació, 1 d'una empresa financera, 1 d'una empresa immobiliària, 3 d'empreses de serveis, 1 d'una entitat de l'administració pública i 2 d'empreses classificades com a «altres activitats de serveis».
Dels 6 establiments de servei als particulars que hi havia el 2009, 1 era una oficina bancària, 1 paleta, 3 guixaires pintors i 1 agència immobiliària.
L'únic establiment comercial que hi havia el 2009 era una fleca.

## Equipaments sanitaris i escolars
El 2009 hi havia una escola elemental.

## Poblacions més properes
El següent diagrama mostra les poblacions més properes.